# Torrota de Can Pinya
La torre o Torrota de Can Pinya és un edifici enrunat al terme municipal de Subirats (Alt Penedès) protegit com a bé cultural d'interès local. En un principi, aquesta torre va ser identificada erròniament com a columbari romà. No se'n coneix cap notícia documental que hi faci referència. Per les seves característiques tipològiques és molt probable que correspongui a una construcció defensiva de la qual, com de tantes altres en aquestes comarques, és certament difícil d'establir una datació concreta sense un estudi arqueològic previ. En aquest indret sembla que hi hagué una torre de guaita, de planta rectangular, feta amb una base de paredat i la resta amb tàpia, i segurament, també hi havia un clos que s'estenia per la banda meridional de la torre.
El seu paral·lelisme amb la torre d'en Viola, a Calafell, que es podria datar en època andalusina, fa pensar que la torre de Cal Pinya també podria ser del segle VIII però tampoc es pot descartar un ús feudal; cal tenir present el notable ús que es va fer de la tàpia durant el segle xiv al castell de Gelida. N. Rafael va fer un estudi on diu que s'hi troba, encastat a la tàpia, un fragment de ceràmica àrab que pot esser datada al segle xi.
Torre de tàpia situada a la falda de les muntanyes que s'alcen al sud del pla del Penedès, a llevant de la Torre-ramona, entre les dependències del mas de Cal Pinya. Actualment només es conserva sencer un dels costats d'una torre de planta rectangular. El gruix del mur fa pensar que aquests edificis originàriament devia tenir una alçada considerable. Ara, però, només es conserva la base de paredat, actualment en força mal estat, que deu fer aproximadament un metre d'alçada. Més amunt es conserven encara dues filades i mitja més. En aquesta zona més alta, el mur té un gruix d'una vuitantena de centímetres. El límit de cadascuna de les filades o cossos, hom veu una sèrie de forats acabats al cim amb una lloseta. A més, hi ha diversos forats que fan pensar que en un cert moment fou utilitzat com a colomar. S'aprecien tres o quatre rengleres de cel·les, repartides d'una forma força desordenada i situades sobretot a la part inferior. De l'angle sud-est surt una prolongació cap a l'est que després es desvia vers el sud. El primer tros d'aquest mur que va cap a migjorn està fet només de tapia. Hi ha també la casa del mas, feta de tàpia, d'un color més rogenc, i un pou.